# Kész cirkusz (film, 2000)
A Kész cirkusz (eredeti címe: Circus) egy 2000-ben bemutatott brit-amerikai bűnügyi filmdráma, rendezte Rob Walker. A produkció főszerepében John Hannah, Famke Janssen, Peter Stormare és Eddie Izzard. A filmet 2000. május 5-én mutatták be először az Egyesült Királyságban. Magyarországon videókazettán volt elérhető 2001. január 25-től.

## Cselekmény
Bruno, a kaszinótulajdonos és testvére megkínozzák a kaszinó egykori könyvelőjét, aki lopott a kaszinótól. Unokatestvére Leo és Lily egy pár, akik szélhámosságból élnek. Leo és Lily arról álmodoznak, hogy Kubába utaznak. Bruno azonban nyomást gyakorol Leóra, hogy legalább néhány hétre vegye át a manchesteri kaszinójának vezetését, amelyet a meggyilkolt könyvelő meglopott. 
Leo elfogadja Julius, Bruno új könyvelőjének megbízását, hogy ölje meg a feleségét, Gloriát. Leo megteszi, mire Juliustól megtudja, hogy a nő, akit megölt, valójában nem is a felesége volt, hanem egy utcalány. Julius videokazettára rögzítette a gyilkosságot, és most ezzel zsarolja Leót. Közben Lily-t is megzsarolja Bruno bátyja. A lány korábban más néven élt az Egyesült Államokban, és Elmóval együtt követett el rablásokat. Egy flashbackben látható, hogy egy rablás után a bank ajtajához bilincseli Elmót, és azzal vádolja, hogy becsapta őt. Elmo le akarja lőni a nőt, de a fegyvere nem működik.
Elmo megérkezik az USA-ból Angliába, és megtalálja Lilyt. Leónak sikerül megakadályoznia, hogy Elmo lelője Lilyt, és a két férfi egy pohár whisky mellett beszélget Elmo családjáról. Kiderül, hogy Lilynek viszonya van Brunóval, aki összeesküdött vele, hogy megzsarolja Juliust. Közben Julius kifejlesztett egy számítógépes rendszert, hogy csak Bruno férhessen hozzá a számláihoz, hogy megelőzze az egykori könyvelőhöz hasonló lopást. A helyzetet tetézi, hogy Leónak meg kell tudnia, hogy a nő, akit Julius feleségeként megölt, Bruno testőrének szeretője volt, aki most kétségbeesetten keresi a nőt.
Intrikák és zűrzavarok bonyolult szövevénye alakul ki, amely a végén a következőképpen oldódik meg: Elmo lelőtte Bruno bátyját, mert csak személyes féltékenységből akarta felhasználni Lily megölésére. Ezután eltűnik vissza az USA-ba a családjához. Juliusról kiderül, hogy Leo bűntársa. Csak azért vállalta el a könyvelői állást Brunónál, hogy az általa kifejlesztett számítógépes programon keresztül hozzáférjen a számláihoz, és Leóval együtt teljesen kirabolja őt.
Az álfeleség meggyilkolásáról szóló történetet ketten találták ki, hogy Bruno azt higgye, megzsarolhatja Leót. Valójában a gyilkosság csak színjáték volt, és Gloria életben van. A végső leszámolásban Leo lelövi Lilyt, amiért az megcsalta őt Brunóval. Ezután ráveszi Juliust, hogy lője le Brunót, majd altatóval kábítja el Juliust.
Látszólag Leo az egyetlen győztes - egészen addig, amíg a reptérre menet az állomáson nem találkozik Lilyvel, akivel együtt kivándorol Kubába - a terveknek megfelelően, de immár mocskosul gazdagon.

## Szereplők
| Szerep                 | Színész             | Magyar hangja  |
| ---------------------- | ------------------- | -------------- |
| Leo                    | John Hannah         | Galambos Péter |
| Lily                   | Famke Janssen       | Spilák Klára   |
| Julius                 | Peter Stormare      | n.a            |
| Bruno                  | Brian Conley        | Mihályi Győző  |
| Troy                   | Eddie Izzard        | n.a            |
| Elmo                   | Fred Ward           | n.a            |
| Moose                  | Tom Lister Jr.      | n.a            |
| Gloria                 | Amanda Donohoe      | n.a            |
| Caspar                 | Ian Burfield        | Orosz István   |
| Roscoe                 | Neil Stuke          | n.a            |
| Magnus                 | Michael Attwell     | n.a            |
| Dom                    | Jason Watkins       | n.a            |
| Arnie                  | Christopher Biggins | n.a            |
| Kelly, a dzsesszénekes | Hinda Hicks         | n.a            |

További magyar hangok: Csere Ágnes, Csík Csaba Krisztián, Háda János, Kőszegi Ákos, Rajhona Ádám, Ujlaki Dénes

## Fogadtatás
A filmet teljesen lehúzta a kritika. A Rotten Tomatoeson csupán 9%-ot ért el 11 értékelés alapján. David Nusair a Reel Film Reviewstól azt írta: „Néhány kreatív szereposztás és néhány jó fordulat ellenére a Kész cirkusznak sosem sikerül felülemelkednie zavaros forgatókönyvén.” Dennis Scwartz a Dennis Schwartz Movie Reviews-tól azt írta: „Egy újabb önjelölt Tarantino film, ami művészileg teljesen szétesik...” Ian Mantgani a UK Critictől azt írta: „Túl sok csavar és fordulat, túl sok váratlan szögből.”
A MetaCriticre nem érkezett elég kritika, hogy pontot kapjon a film. Lawrence Van Gelder a The New York Timestól azt írta: „Ha valaha is megrendezik a túltervezett filmek olimpiai versenyét, a Kész cirkusz az aranyérem esélyesének tűnik.” John Petrakis a Chicago Tribune-től azt írta: „Amikor a végső fordulat megtörténik, és az utolsó holttest is a földre kerül, a film kétszer olyan jó lehetett volna, ha fele ennyire bonyolult.”
A film költségvetéséről nincs feltüntetve információ a Box Office Mojón. Belföldi vetítésről található egyetlen adat 14 ezer dolláros bevétellel.